# Buhai de baltă (insectă)
Gândacul acvatic carnivor Buhai de baltă, cunoscut și sub numele de Dytiscus marginalis, este o insectă acvatică mare și impresionantă care trăiește în apele curgătoare sau stătătoare din Europa și Asia de Nord. Acest gândac aparține familiei Dytiscidae, care conține peste 4.000 de specii de gândaci acvatici.
Buhaiul de baltă este una dintre cele mai mari specii de gândaci acvatici din lume, putând ajunge până la 4,5 cm în lungime. Are o formă aerodinamică și o culoare brun-închisă, cu margini laterale ale carapacei (exoschelet) de culoare galbenă.
Una dintre caracteristicile sale definitorii este că este un prădător acvatic activ și agresiv, hrănindu-se cu alte nevertebrate acvatice, precum larvele de insecte, peștii mici, melci sau alte gândaci acvatici. Pentru a se hrăni, gândacul acvatic își folosește mandibulele puternice și afilate pentru a captura și tăia prada în bucăți mai mici, pe care le poate consuma ușor.
Buhaiul de baltă are, de asemenea, o serie de adaptații care îi permit să trăiască și să se miște eficient în apă. Are două perechi de picioare, cele din spate fiind adaptate pentru înot, în timp ce cele din față sunt mai scurte și sunt folosite pentru a prinde prada. Această specie are, de asemenea, două perechi de plăci de înot aflate pe partea ventrală a corpului, care îi permit să se deplaseze rapid și eficient în apă.
În ciuda faptului că este un prădător feroce, buhaiul de baltă poate fi și el prădat, în special de pești mai mari, reptile sau păsări acvatice. În plus, acest gândac trebuie să facă față și schimbărilor de mediu, cum ar fi poluarea apei și distrugerea habitatelor sale naturale.
În concluzie, gândacul acvatic carnivor Buhai de baltă este o specie adaptată vieții în mediul acvatic și la vânătoarea activă a prăzii sale. Cu toate acestea, ca multe alte specii de insecte, această specie este amenințată de activitățile umane, iar protejarea ei este importantă pentru menținerea echilibrului ecologic al zonelor acvatice.